# Калитвянский уезд

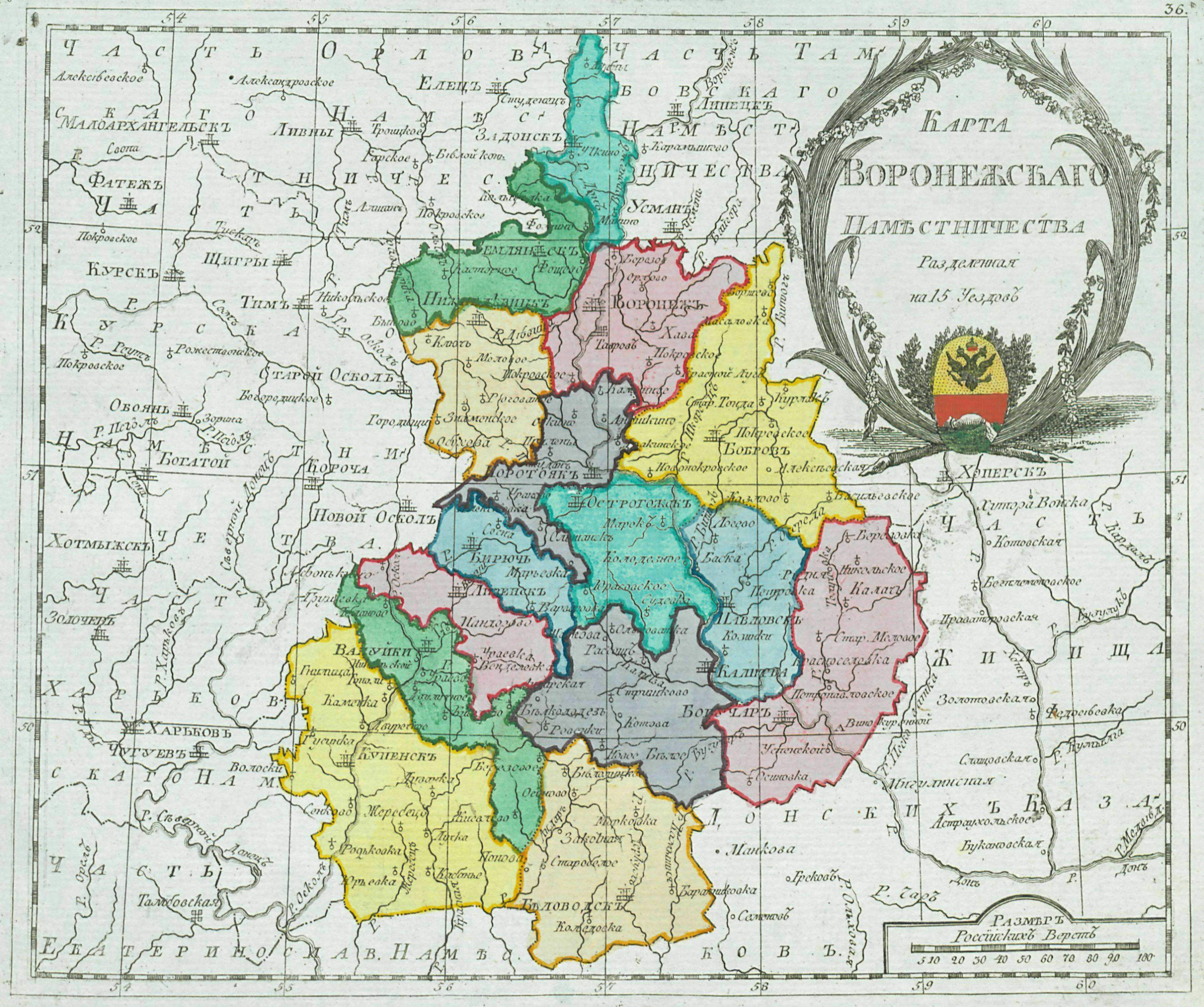
Калитвянский уезд на карте Воронежского наместничества, 1792 год

Калитвянский уезд — административно-территориальная единица Российской империи с центром в городе Калитва, существовавшая в 1779—1797 годах.
Калитвянский уезд был образован указом от 25 сентября 1779 года в составе Воронежского наместничества. Его центром стал городок Калитва, преобразованный при этом в город.
29 августа 1797 года территория Калитвянского уезда была передана в состав Слободско-Украинской губернии, а сам уезд при этом был упразднён с передачей территории Богучарскому и Острогожскому уездам.